# 藤原賢治
藤原 賢治（ふじわら けんじ、男性、1953年〈昭和28年〉5月9日 - ）は、大阪府出身の空手家。極真拳武會最高師範、極真拳武會大阪中央支部長。段位は七段（教士師範）。

## 来歴
1975年、極真会館総本部道場の若獅子寮に入寮し、大山倍達の内弟子となった。1978年に渡米、極真会館世界最高師範であった大山茂の内弟子となる。
1979年、大山茂の推薦により第2回オープントーナメント全世界空手道選手権大会に出場。1回戦はニュージーランドのワーンに右上段回し蹴りで37秒で一本勝ち、2回戦はフランスのカプレに苦戦するも技ありで勝利。3回戦はスイスのウィルディに判定勝ち。5回戦で川畑幸一（極真会館総本部若獅子寮では藤原の後輩）と対戦、再延長戦の際に左上段廻し蹴りで技ありを奪われ、敗れた。
その後、国際大山空手道連盟師範、極真館米国支部長、極真拳武會米国支部長を経て、現在は極真拳武會大阪中央支部長として、日本で指導している。